# Eerste divisie 1981/82
Het seizoen 1981/82 van de Nederlandse Eerste divisie had Helmond Sport als kampioen. De club uit Helmond promoveerde daarmee naar de Eredivisie. Ook de nummer 2 Fortuna Sittard mocht rechtstreeks promoveren. In de nacompetitie pakte Excelsior de laatste plek in de Eredivisie.

## Eerste divisie

### Deelnemende teams
| Club             | Plaats           | Accommodatie                | Capaciteit | Trainer          |
| ---------------- | ---------------- | --------------------------- | ---------- | ---------------- |
| DS '79           | Dordrecht        | Krommedijk                  | 12.000     | Mircea Petescu   |
| Eindhoven        | Eindhoven        | Aalsterweg                  | 27.000     | Jacques de Wit   |
| Excelsior        | Rotterdam        | Woudestein                  | 11.000     | Hans Dorjee      |
| FC Amsterdam     | Amsterdam        | Olympisch Stadion (bijveld) | 6.000      | Cees Kick        |
| FC Den Bosch '67 | 's-Hertogenbosch | De Vliert                   | 25.000     | Hans Verèl       |
| FC Volendam      | Volendam         | Volendam Stadion            | 15.000     | Dick Maurer      |
| FC VVV           | Venlo            | De Koel                     | 20.000     | Sef Vergoossen   |
| FC Wageningen    | Wageningen       | De Wageningse Berg          | 16.000     | Nol de Ruiter    |
| Fortuna Sittard  | Sittard          | De Baandert                 | 20.000     | Frans Körver     |
| Helmond Sport    | Helmond          | De Braak                    | 12.000     | Jan Notermans    |
| Heracles '74     | Almelo           | Bornsestraat                | 20.000     | Jan Morsing      |
| SC Amersfoort    | Amersfoort       | Birkhoven                   | 10.000     | Henk Hofstee     |
| SC Cambuur       | Leeuwarden       | Cambuurstadion              | 16.000     | Henk de Jonge    |
| sc Heerenveen    | Heerenveen       | Gemeentelijk Sportpark      | 15.000     | Henk van Brussel |
| SC Veendam       | Veendam          | De Langeleegte              | 13.000     | Hans Alleman     |
| SVV              | Schiedam         | Harga                       | 10.000     | Rob Jacobs       |
| Telstar          | Velsen           | Schoonenberg                | 18.000     | Joop Brand       |
| Vitesse          | Arnhem           | Nieuw-Monnikenhuize         | 18.000     | Henk Wullems     |

### Eindstand
| pos | club             | gs | w  | g  | v  | pnt | dv | dt | ds  |
| --- | ---------------- | -- | -- | -- | -- | --- | -- | -- | --- |
| 1.  | Helmond Sport    | 34 | 17 | 14 | 3  | 48  | 53 | 30 | 23  |
| 2.  | Fortuna Sittard  | 34 | 21 | 5  | 8  | 47  | 62 | 35 | 27  |
| 3.  | Excelsior        | 34 | 18 | 8  | 8  | 44  | 74 | 44 | 30  |
| 4.  | Telstar          | 34 | 16 | 12 | 6  | 44  | 44 | 31 | 13  |
| 5.  | FC Den Bosch '67 | 34 | 17 | 7  | 10 | 41  | 62 | 41 | 21  |
| 6.  | sc Heerenveen    | 34 | 17 | 7  | 10 | 41  | 61 | 43 | 18  |
| 7.  | FC VVV           | 34 | 15 | 11 | 8  | 41  | 64 | 47 | 17  |
| 8.  | Vitesse          | 34 | 12 | 12 | 10 | 36  | 52 | 45 | 7   |
| 9.  | SVV              | 34 | 12 | 9  | 13 | 33  | 44 | 40 | 4   |
| 10. | SC Veendam       | 34 | 10 | 10 | 14 | 30  | 46 | 54 | -8  |
| 11. | SC Cambuur       | 34 | 8  | 13 | 13 | 29  | 23 | 38 | -15 |
| 12. | FC Volendam      | 34 | 9  | 10 | 15 | 28  | 42 | 49 | -7  |
| 13. | FC Amsterdam     | 34 | 10 | 8  | 16 | 28  | 37 | 54 | -17 |
| 14. | Eindhoven        | 34 | 10 | 7  | 17 | 27  | 41 | 64 | -23 |
| 15. | DS '79           | 34 | 7  | 12 | 15 | 26  | 51 | 66 | -15 |
| 16. | SC Heracles '74  | 34 | 9  | 8  | 17 | 26  | 48 | 68 | -20 |
| 17. | FC Wageningen    | 34 | 4  | 14 | 16 | 22  | 33 | 52 | -19 |
| 18. | SC Amersfoort    | 34 | 6  | 9  | 19 | 21  | 36 | 72 | -36 |

#### Legenda
| Kleur | Kwalificatie voor                             |
| ----- | --------------------------------------------- |
|       | Promotie naar de Eredivisie                   |
|       | Nacompetitie voor promotie naar de Eredivisie |

### Uitslagen
|                  | AME   | AMS   | DBO   | CAM   | DS    | EVV   | EXC   | FSI   | HEE   | HSP   | HER   | SVV   | TEL   | VEE   | VIT   | VOL   | VVV   | WAG   |
| ---------------- | ----- | ----- | ----- | ----- | ----- | ----- | ----- | ----- | ----- | ----- | ----- | ----- | ----- | ----- | ----- | ----- | ----- | ----- |
| SC Amersfoort    |       | 0 – 0 | 3 – 3 | 0 – 1 | 1 – 7 | 3 – 2 | 1 – 5 | 0 – 3 | 0 – 3 | 1 – 1 | 4 – 2 | 1 – 0 | 2 – 2 | 3 – 0 | 0 – 1 | 1 – 1 | 1 – 1 | 1 – 0 |
| FC Amsterdam     | 0 – 2 |       | 0 – 1 | 1 – 0 | 1 – 1 | 2 – 0 | 2 – 2 | 1 – 4 | 2 – 4 | 0 – 6 | 0 – 3 | 1 – 0 | 0 – 1 | 3 – 2 | 4 – 1 | 0 – 0 | 1 – 1 | 2 – 1 |
| FC Den Bosch '67 | 3 – 1 | 1 – 1 |       | 3 – 1 | 5 – 2 | 3 – 1 | 2 – 1 | 0 – 2 | 0 – 1 | 0 – 2 | 2 – 0 | 2 – 1 | 7 – 0 | 3 – 1 | 1 – 1 | 0 – 2 | 0 – 2 | 2 – 2 |
| SC Cambuur       | 3 – 2 | 1 – 1 | 2 – 2 |       | 0 – 0 | 1 – 0 | 2 – 3 | 0 – 2 | 0 – 0 | 0 – 2 | 1 – 1 | 2 – 0 | 0 – 1 | 0 – 0 | 0 – 2 | 1 – 1 | 2 – 0 | 0 – 0 |
| DS '79           | 4 – 0 | 2 – 0 | 1 – 3 | 0 – 0 |       | 3 – 1 | 1 – 1 | 0 – 1 | 3 – 3 | 1 – 1 | 1 – 1 | 1 – 3 | 0 – 1 | 3 – 3 | 0 – 0 | 2 – 2 | 1 – 1 | 1 – 0 |
| Eindhoven        | 4 – 1 | 2 – 1 | 0 – 2 | 3 – 0 | 1 – 0 |       | 3 – 2 | 1 – 3 | 2 – 1 | 3 – 3 | 0 – 1 | 0 – 1 | 1 – 6 | 3 – 2 | 2 – 2 | 0 – 0 | 0 – 2 | 2 – 1 |
| Excelsior        | 2 – 1 | 1 – 0 | 2 – 1 | 4 – 0 | 7 – 1 | 1 – 2 |       | 2 – 1 | 2 – 0 | 1 – 1 | 5 – 1 | 2 – 1 | 0 – 0 | 2 – 0 | 3 – 0 | 1 – 0 | 0 – 2 | 2 – 0 |
| Fortuna Sittard  | 2 – 0 | 3 – 0 | 1 – 0 | 0 – 1 | 4 – 2 | 2 – 2 | 0 – 0 |       | 1 – 0 | 1 – 1 | 3 – 1 | 2 – 0 | 0 – 0 | 3 – 2 | 2 – 0 | 2 – 1 | 5 – 3 | 2 – 1 |
| sc Heerenveen    | 4 – 2 | 2 – 1 | 3 – 1 | 1 – 0 | 1 – 0 | 3 – 0 | 3 – 1 | 2 – 1 |       | 1 – 3 | 1 – 1 | 1 – 0 | 2 – 1 | 3 – 0 | 1 – 2 | 2 – 1 | 0 – 2 | 3 – 1 |
| Helmond Sport    | 2 – 0 | 3 – 1 | 1 – 1 | 1 – 0 | 4 – 0 | 2 – 1 | 2 – 3 | 1 – 0 | 0 – 0 |       | 3 – 1 | 1 – 0 | 2 – 1 | 2 – 1 | 1 – 1 | 1 – 0 | 0 – 0 | 0 – 0 |
| SC Heracles '74  | 0 – 0 | 2 – 0 | 0 – 3 | 0 – 1 | 3 – 2 | 2 – 2 | 2 – 4 | 3 – 4 | 0 – 5 | 1 – 2 |       | 1 – 1 | 0 – 2 | 2 – 3 | 3 – 1 | 4 – 1 | 2 – 0 | 1 – 2 |
| SVV              | 3 – 1 | 0 – 2 | 0 – 1 | 0 – 0 | 1 – 1 | 3 – 1 | 2 – 2 | 1 – 4 | 3 – 1 | 3 – 0 | 2 – 2 |       | 1 – 0 | 3 – 1 | 1 – 1 | 0 – 1 | 2 – 0 | 4 – 1 |
| Telstar          | 2 – 0 | 0 – 2 | 1 – 1 | 3 – 1 | 2 – 0 | 0 – 1 | 3 – 2 | 1 – 1 | 2 – 1 | 1 – 1 | 0 – 0 | 0 – 0 |       | 3 – 0 | 2 – 1 | 1 – 1 | 1 – 0 | 1 – 0 |
| SC Veendam       | 5 – 1 | 1 – 2 | 0 – 2 | 0 – 0 | 2 – 1 | 0 – 0 | 1 – 0 | 2 – 0 | 2 – 1 | 2 – 2 | 3 – 1 | 1 – 2 | 1 – 1 |       | 0 – 0 | 1 – 0 | 2 – 4 | 1 – 1 |
| Vitesse          | 2 – 0 | 1 – 2 | 2 – 1 | 1 – 2 | 1 – 0 | 5 – 0 | 3 – 3 | 3 – 0 | 2 – 2 | 0 – 0 | 4 – 1 | 1 – 2 | 0 – 1 | 2 – 2 |       | 1 – 1 | 0 – 0 | 5 – 2 |
| FC Volendam      | 2 – 1 | 2 – 1 | 1 – 2 | 3 – 0 | 2 – 4 | 4 – 0 | 1 – 5 | 1 – 0 | 3 – 2 | 4 – 0 | 1 – 2 | 1 – 1 | 1 – 2 | 1 – 1 | 0 – 3 |       | 0 – 2 | 1 – 3 |
| FC VVV           | 1 – 1 | 2 – 2 | 3 – 1 | 1 – 1 | 8 – 3 | 1 – 0 | 4 – 2 | 1 – 3 | 1 – 1 | 1 – 2 | 5 – 2 | 2 – 1 | 1 – 1 | 0 – 3 | 6 – 2 | 3 – 2 |       | 4 – 3 |
| FC Wageningen    | 1 – 1 | 2 – 1 | 0 – 3 | 0 – 0 | 2 – 3 | 1 – 1 | 1 – 1 | 2 – 0 | 3 – 3 | 0 – 0 | 0 – 2 | 2 – 2 | 1 – 1 | 0 – 1 | 0 – 1 | 0 – 0 | 0 – 0 |       |

## Topscorers
| #   | Naam              | Club             | Goal |
| --- | ----------------- | ---------------- | ---- |
| 1.  | Piet den Boer     | Excelsior        | 26   |
| 2.  | Eddy Bosman       | sc Heerenveen    | 20   |
|     | Huub Smeets       | Fortuna Sittard  | 20   |
| 4.  | Jurrie Koolhof    | Vitesse          | 19   |
| 5.  | Roger Schouwenaar | FC Den Bosch '67 | 17   |
| 6.  | Arie Romijn       | FC Den Bosch '67 | 16   |
|     | Anne Evers        | DS '79           | 16   |
|     | John Taihuttu     | FC VVV           | 16   |
|     | Hans Zuidersma    | Fortuna Sittard  | 16   |
| 10. | Robert Cox        | Helmond Sport    | 14   |

## Nacompetitie

### Eindstand
| pos | club          | gs | w | g | v | pnt | dv | dt | ds |
| --- | ------------- | -- | - | - | - | --- | -- | -- | -- |
| 1.  | Excelsior     | 6  | 3 | 2 | 1 | 8   | 9  | 6  | 3  |
| 2.  | sc Heerenveen | 6  | 4 | 0 | 2 | 8   | 5  | 6  | -1 |
| 3.  | FC VVV        | 6  | 2 | 1 | 3 | 5   | 10 | 9  | 1  |
| 4.  | Telstar       | 6  | 1 | 1 | 4 | 3   | 6  | 9  | -3 |

### Legenda
| Kleur | Kwalificatie voor           |
| ----- | --------------------------- |
|       | Promotie naar de Eredivisie |

### Uitslagen
|               | EXC   | HEE   | TEL   | VVV   |
| ------------- | ----- | ----- | ----- | ----- |
| Excelsior     |       | 4 – 0 | 2 – 0 | 0 – 4 |
| sc Heerenveen | 0 – 1 |       | 1 – 0 | 1 – 0 |
| Telstar       | 1 – 1 | 0 – 1 |       | 4 – 2 |
| FC VVV        | 1 – 1 | 1 – 2 | 2 – 1 |       |

SC Amersfoort ·
FC Amsterdam ·
FC Den Bosch '67 ·
SC Cambuur ·
DS '79 ·
Eindhoven ·
Excelsior ·
Fortuna Sittard ·
sc Heerenveen ·
Helmond Sport ·
Heracles '74 ·
SVV ·
Telstar ·
SC Veendam ·
Vitesse ·
FC Volendam ·
FC VVV ·
FC Wageningen
Eerste klasse

1955/56

Eerste divisie

1956/57 · 1957/58 · 1958/59 · 1959/60 · 1960/61 · 1961/62 · 1962/63 · 1963/64 · 1964/65 · 1965/66 · 1966/67 · 1967/68 · 1968/69 · 1969/70 · 1970/71 · 1971/72 · 1972/73 · 1973/74 · 1974/75 · 1975/76 · 1976/77 · 1977/78 · 1978/79 · 1979/80 · 1980/81 · 1981/82 · 1982/83 · 1983/84 · 1984/85 · 1985/86 · 1986/87 · 1987/88 · 1988/89 · 1989/90 · 1990/91 · 1991/92 · 1992/93 · 1993/94 · 1994/95 · 1995/96 · 1996/97 · 1997/98 · 1998/99 · 1999/00 · 2000/01 · 2001/02 · 2002/03 · 2003/04 · 2004/05 · 2005/06 · 2006/07 · 2007/08 · 2008/09 · 2009/10 · 2010/11 · 2011/12 · 2012/13 · 2013/14 · 2014/15 · 2015/16 · 2016/17 · 2017/18 · 2018/19 · 2019/20 · 2020/21 · 2021/22 · 2022/23 · 2023/24 · 2024/25

Eredivisie · Eerste divisie · Johan Cruijff Schaal · KNVB Beker · Play-offs